# Abdullah Mayouf
Abdullah Mayouf (3 dicembre 1953) è un ex calciatore kuwaitiano, di ruolo difensore.